# Style APA
Le style APA est un format éditorial défini par l'Association américaine de psychologie (American Psychological Association, APA) pour les publications et écrits scientifiques, dans les domaines des sciences humaines et des sciences du comportement. Il s'agit d'un ensemble de règles éditoriales qui spécifient les règles de mise en page et de préparation des manuscrits : présentation des références bibliographiques, des notes de bas de page, des citations, etc. Cette présentation est exigée dans un grand nombre de revues scientifiques, notamment les revues de psychologie, ainsi que dans de nombreuses universités.

## Historique
L'origine de ce style remonte à un article de sept pages publié en 1929 dans Psychological Bulletin (en), la revue de l'American Psychological Association,. Ce format, maintes fois mis à jour, est officiellement défini dans le Publication Manual of the American Psychological Association (7e éd. 2019), un livre de plus de 400 pages  (ISBN 978-1-4338-3216-1). Cela s'explique par le fait que ne se limite de loin pas à la mise en forme de références, mais à l'ensemble du processus de communication scientifique. Comme l'explique l'APA : « Le style APA constitue une base pour une communication scientifique efficace car il aide les écrivains à présenter leurs idées de manière claire, précise et inclusive. »
Il n'existe pas de traduction française officielle du manuel de l'APA. Différents sites (en particulier dans des universités) proposent cependant des adaptations (en anglais, mais aussi en français, suivant la localisation de l'université), non approuvées par l'APA, de ces normes ou d'une partie d'entre elles (notamment pour les références et les citations). Les seules autres langues pour lesquelles il existe une traduction officielle du manuel sont l'espagnol et le japonais.

## Principe de référencement
Le principe de référencement fonctionne en deux temps. Premier temps, on fait suivre la citation (directe ou indirecte -paraphrase) du nom de l'auteur, avec l'année de publication de la référence et sa page (Nom, Année, p.). Cet élément, qui se trouve dans le texte (article ou livre), renvoie à une liste de références où l'on trouve la référence complète du document signalé par le nom de son auteur et l'année de publication. Cette référence est présentée de la façon suivante:  
- Nom, P. (Année). Titre. Lieu (d'édition), éditeur.

Autrement dit, on donne systématiquement les éléments suivants: QUI | QUAND | QUOI | OÙ (ces différents champs étant délimités par un point). Ce sont eux qui permettent de retrouver aisément la référence citée. On relèvera que ce principe se décline en de nombreux cas, en fonction du document (ouvrage, chapitre d'ouvrage collectif, article de journal, page web (avec ou sans auteur précis, page de média, etc.), document sonore et/ou visuel, etc.) Au-delà des variantes (nombreuses...) dues à ces différents documents, à chaque fois cependant le principe organisateur reste le même: Qui. Quand. Quoi. Où.

## Exemples de référencement
1. Soit l'article scientifique de Denis Matringe, « Histoire du sikhisme et littérature panjabie : Rana Surat Singh de Bhai Vir Singh », publié en 1996 dans la Revue de l'histoire des religions[8].

Dans un texte, on cite un extrait de cet article qui se trouve à la page 41 de l'article mentionné; on fera suivre la citation (directe, ici, donc entre guillemets) de (Matringe, 1996, p. 41), ce qui donnera: 
- On sait que « après son annexion à la couronne britannique en 1849, le Panjab qui avait été pendant un demi-siècle un royaume sikh indépendant fut démilitarisé » (Matringe, 1996, p. 41).

Ce qui renvoie, dans la bibliographie (ou la liste des références des textes cités) à ceci: 
- Matringe, D. (1996). Histoire du sikhisme et littérature panjabie : Rana Surat Singh de Bhai Vir Singh. Revue de l'histoire des religions, 213(1), 39-73. https://doi.org/10.3406/rhr.1996.1235

2. Soit l'ouvrage de Christophe André, Les états d'âme. On cite le passage suivant, qui se trouve à la page 103 de ce livre; on fera suivre la citation (directe, ici aussi, donc entre guillemets) de (André, 2009, p. 103), ce qui donnera:
- « La souffrance ne grandit pas, elle abaisse » (André, 2009, p. 103).

Ce qui renvoie, dans la bibliographie (ou la liste des références des textes cités) à ceci:
- André, Ch. (2009). Les états d'âme. Odile Jacob.

#### Adaptations en français
- Citer selon les normes de l'APA, 7e édition. Guide créé par les bibliothèques de l'Université de Montréal proposant une adaptation française des normes de l'APA, particulièrement au niveau du formatage des références bibliographiques. On y expose aussi les principaux changements en vigueur dans la 7e édition.

- Adaptation française des normes bibliographiques de l'APA (6e édition), de Marc Couture, préparée pour la Revue internationale des technologies en pédagogie universitaire. Le site est une adaptation (effectuée avec permission de l'auteur) du site créé par Paul Thirion, de l'Université de Liège (Belgique), qui présente les normes originales (anglaises).

- Haute École de Santé Genève, Centre de documentation (2018), Présentation des citations et références bibliographiques. Style APA. HES-SO Genève. (Lire en ligne - consulté le 2 août 2020)